# Georges Rayet
Georges-Antoine-Pons Rayet (Bordeus França, 12 de desembre de 1839 - Bordeus, França, 14 de juny de 1906) va ser un astrònom francès.

## Biografia
Georges Rayet va començar a treballar a l'Observatori de París el 1863, desenvolupant tasques com a meteoròleg, al costat de les seves tasques d'astrònom. Es va especialitzar en el que per aquell temps era un nou camp observacional: l'espectroscòpia.
Va ser el fundador i director de l'Observatori de Bordeus, en les altures de Floirac, per més de 25 anys, tasca interrompuda per la seva defunció. L'any 1867, al costat de l'astrònom francès Charles Wolf descobreixen els estels que actualment porten els seus noms, els estels de Wolf-Rayet.